# Popasul păsărilor de la Sânpaul
Popasul păsărilor de la Sânpaul este o arie protejată de interes național ce corespunde categoriei a IV-a IUCN (rezervație naturală de tip avifaunistic), situată în estul Transilvaniei, pe teritoriul județului Harghita
.

## Localizare
Aria naturală se află în extremitatea sudică a județului Harghita, pe teritoriul administrativ al comunei Mărtiniș, în partea sud-estică a satului Sânpaul, în imediata apropiere a drumului județean DJ131 care leagă localitatea Ocland de Mărtiniș.

## Descriere

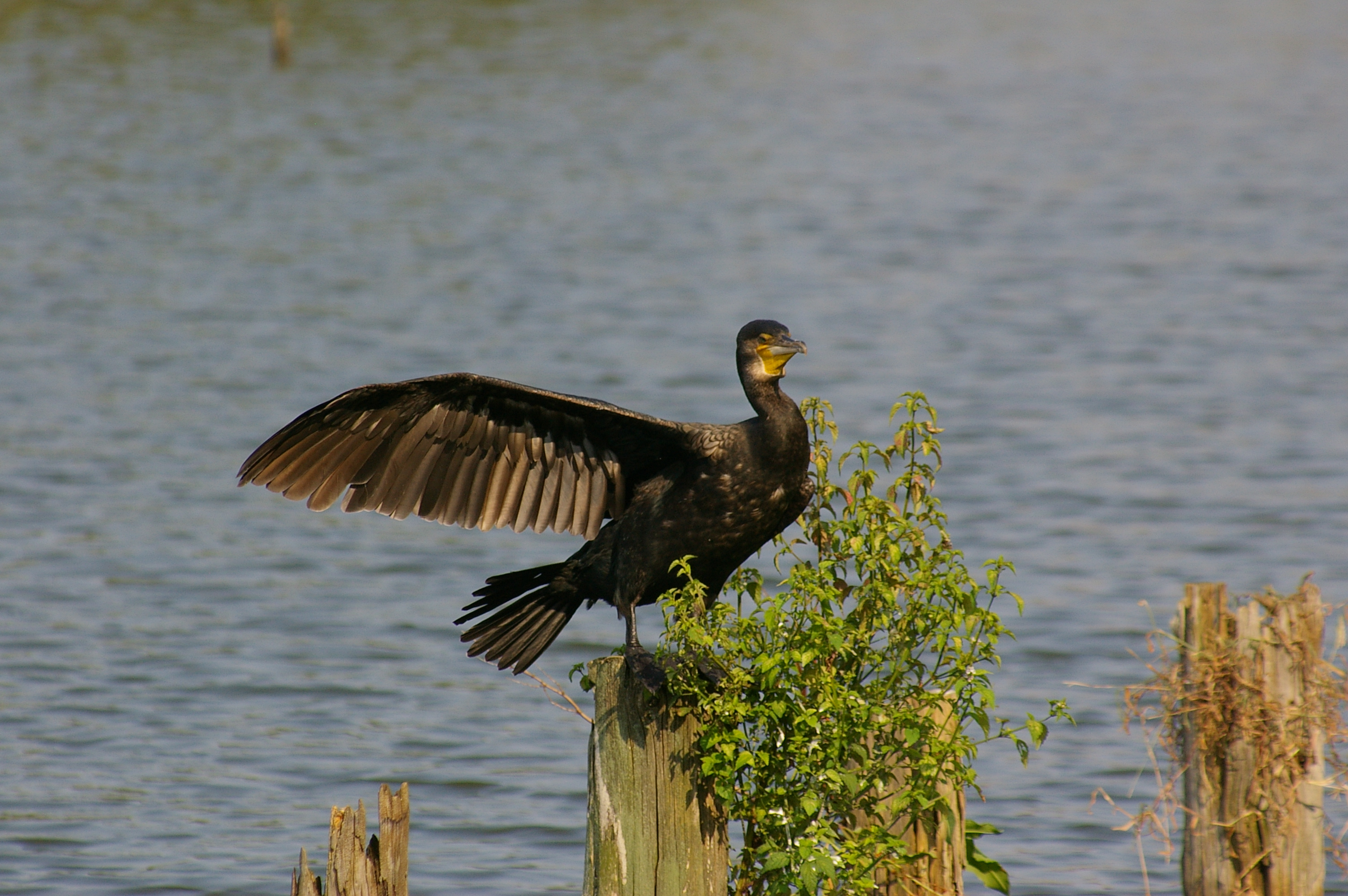
Cormoran mare (Phalacrocorax carbo)

Rezervația naturală a fost declarată arie protejată prin Legea Nr.5 din 6 martie 2000, publicată în Monitorul Oficial al României, Nr.152 din 12 aprilie 2000, privind aprobarea Planului de amenajare a teritoriului național - Secțiunea a III-a - zone protejate și se întinde pe o suprafață de 10 de hectare. Aceasta este inclusă în aria de protecție specială avifaunistică - Dealurile Homoroadelor; sit ce aparține rețelei ecologice europene - Natura 2000 în România.
Popasul păsărilor de la Sânpaul reprezintă o zonă umedă (luciu de apă, heleștee și bălți) ce adăpostește o gamă diversă de plante hidrofile (stufărișuri și păpuriș) și asigură condiții de hrană și cuibărire mai multor specii de păsări migratoare de baltă; dintre care unele protejate la nivel european prin Directivei Consiliului European 147/CE din 30 noiembrie 2009 (privind conservarea păsărilor)) sau aflate pe lista roșie a IUCN.
Printre speciile de păsări semnalate în arealul se află exemplare de: cormoran mare (Phalacrocorax carbo), șorecarul comun (Buteo buteo), buhai de baltă (Botaurus stellaris), pescăruș albastru (Alcedo atthis), prundaș gulerat mic (Charadrius dubius), vultur pescar (Pandion haliaetus), barză albă (Ciconia ciconia), barză neagră (Ciconia nigra), erete vânăt (Circus cyaneus), cristei de câmp (Crex crex), caprimulg (Caprimulgus europaeus), egretă mare (Egretta alba), lișiță (Fulica atra), stârc roșu (Ardea purpurea), prigoare (Merops apiaster) și nagâț (Vanellus vanellus).